# Glenea pseudocolobotheoides
Glenea pseudocolobotheoides är en skalbaggsart som beskrevs av Stefan von Breuning 1950. Glenea pseudocolobotheoides ingår i släktet Glenea och familjen långhorningar.
Artens utbredningsområde är Filippinerna. Inga underarter finns listade i Catalogue of Life.